# Josiomorpha penetrata
Josiomorpha penetrata är en fjärilsart som beskrevs av Walker 1865. Josiomorpha penetrata ingår i släktet Josiomorpha och familjen björnspinnare. Inga underarter finns listade i Catalogue of Life.